# ア・クライ・フォー・ザ・ニュー・ワールド
『ア・クライ・フォー・ザ・ニュー・ワールド』（A Cry for the New World）は、イギリスのヘヴィメタル・バンド、プレイング・マンティスが1993年に発表したサード・アルバム。

## 解説
1991年の日本公演に帯同したドゥギー・ホワイトが脱退したため、後任としてコリン・ピールを迎えた編成でレコーディングされた。バンドのスタジオ・アルバムとしては初めて、5人編成で制作された作品である。「ワン・チャンス」には、ユーライア・ヒープのバーニー・ショウ（プレイング・マンティスが1982年に発表したEP「ターン・ザ・テーブルズ」でボーカルを担当した）がゲスト参加している。
「ジャーニーマン」の歌詞は、地球の滅亡をテーマとしたSFストーリーとなっており、ティノ・トロイは、この歌詞を元にした短編ストーリー「ジャーニーマン」をCDライナーノーツに寄稿している。
本作発表後、コリン・ピールはミュージカルの仕事に参加するためにバンドを脱退しており、本作に伴うツアーは、後任ボーカリストのマーク・トンプソン・スミスを迎えた編成で行われた。

## 収録曲
1. ライズ・アップ・アゲイン - "Rise Up Again" - 4:10
2. ア・クライ・フォー・ザ・ニュー・ワールド - "A Cry for the New World" - 5:27
3. ア・モーメント・イン・ライフ - "A Moment in Life" - 6:00
4. レッティング・ゴー - "Letting Go" - 7:32
5. ワン・チャンス - "One Chance" - 5:30
6. デンジャラス - "Dangerous" - 5:28
7. ファイト・トゥ・ビー・フリー - "Fight to Be Free" - 7:08
8. オープン・ユア・ハート - "Open Your Heart" - 5:23
9. ドリーム・オン - "Dream on" - 5:34
10. ジャーニーマン - "Journeyman" - 6:59
11. ザ・ファイナル・エクリプス - "The Final Eclipse" - 2:27

## 参加ミュージシャン
- コリン・ピール - ボーカル
- ティノ・トロイ - ギター、キーボード、バッキング・ボーカル
- デニス・ストラットン - ギター、バッキング・ボーカル
- クリス・トロイ - ベース、バッキング・ボーカル
- ブルース・ビスランド - ドラムス、バッキング・ボーカル

アディショナル・ミュージシャン
- ヴァレリー・リー・コーウェル - バッキング・ボーカル(on 3.)
- デレク・ジェフリー - バッキング・ボーカル(on 3.)
- ジェフ・ブラウン - バッキング・ボーカル(on 3.)
- ピーター・ブリック - バッキング・ボーカル(on 3.)
- バーニー・ショウ（英語版） - バッキング・ボーカル(on 5.)